# Veia pectinata
Veia pectinata là một loài bướm đêm trong họ Erebidae.